# Цю Хунся
Цю Хунся (кит. 邱紅霞; род. 10 февраля 1982) — китайская тяжелоатлетка, выступающая в весовой категории до 53 килограммов. Чемпионка мира.

## Карьера
Цю Хунся родилась в посёлке Цяотин в 1982 году. В 1991 году во время обучения в школе на неё обратил внимание Вэй Сяньюй, тренер по тяжелой атлетике в спортивной школе Юнфу. В 1992 году она перешла к тренеру Вэй Сяньюю в спортивную школу в Чжуншане. После 1998 года она училась в спортивном колледже Гуандуна. На Четвёртых национальных городских играх, прошедших в Шэньси в 1999 году, Цю Хунся представляла сборную Шэньчжэня и выиграла упражнения и в рывке, и в толчке в весовой категории 48 кг. Она показала результаты 87,5 кг в рывке и 115 кг в толчке, а суммарный результат 202,5 кг стал новым мировым рекордом.
На 14-м чемпионате Азии, проходившем в Южной Корее в 2001 году, Цю Хунся выиграла золотую медаль в категории 53 кг. Она подняла 87,5 кг в рывке, 117,5 кг в толчке и 205 кг в сумме, во всех упражнениях завоевав также золотые медали. Она завоевала серебряную медаль чемпионата мира 2001 года.
На чемпионате мира 2006 года Цю Хунся не только выиграла три золотые медали (в рывке, толчке и по сумме), но также побила два мировых рекорда в толчке и в сумме. В первом упражнении она подняла 95, 98 килограммов в первых двух попытках, а в третьей не справилась с весом 103 кг. В толчке она смогла успешно выполнить все три попытки, подняв 120, 125 и 128 кг, побив мировой рекорд (прошлый составлял 127 кг), установленный Ли Сюэцзю. Ее итоговый общий результат составил 226 кг, что на один килограмм лучше прошлого рекорда, установленного Ян Ся.
На чемпионате Китая, который прошёл в городе Хэфэй в апреле 2008 года, Цю Хунся представляла сборную Гуандуна. Подняв 100 кг в рывке, 125 кг в толчке, она завоевала золотую медаль в весовой категории до 53 килограммов с суммой 225 кг
В октябре 2009 года в Цю Хунся выиграла серебряную медаль Спартакиады народов КНР с результатом 226 кг и завершила карьеру
Вернувшись в апреле 2012 года, Цю Хунся представляла сборную провинции Гуандун на чемпионатах Китая.
На Спартакиаде народов КНР 2013 года в Шэньяне она заняла пятое место в весовой категории до 53 кг и после этого окончательно завершила карьеру.

## Вне спорта
В 2005 году окончила факультет спортивной подготовки Гуанчжоуского института физического воспитания со степенью бакалавра. После Национальных игр 2009 года она поступила в Пекинский спортивный университет, где училась в аспирантуре. Она приняла участие в программе обмена студентами, и уехала учиться в Соединенные Штаты, где училась до 2013 года. В марте 2014 года после завершения спортивной карьеры она стала тренером.